# Bob Doll
Robert William Doll, detto Bob (Steamboat Springs, 10 agosto 1919 – Rabbit Ears Pass, 14 settembre 1959), è stato un cestista statunitense, professionista nella BAA, nella NBL e nella NBA.

## Palmarès
- Campione NIT (1940)